# L'equipe (vela)

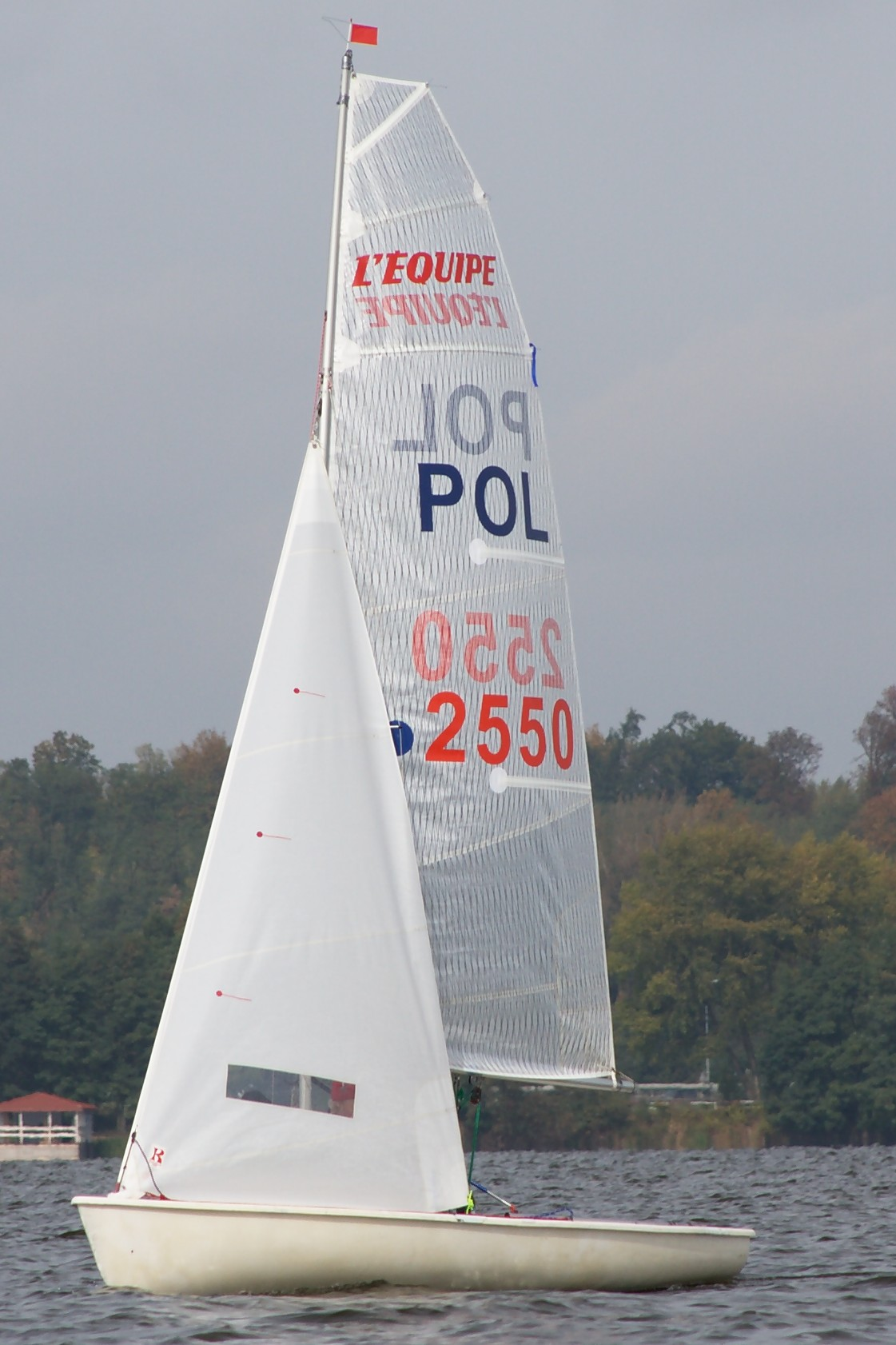
L'Équipe

O L´equipe é uma classe de barco à vela para duas pessoas, a proa que fica à frente, trabalha no estai e no balão e o leme que trabalha com o leme e com vela grande. A proa tem como função não só trabalhar com o estai e balão como ajudar o equilibrio do barco fazendo trapézio, vestindo um arnês (colete) que depois é seguro ao mastro por um cabo de aço.